# Włodzimierz Adolf Wolniewicz
Włodzimierz Adolf Wolniewicz (ur. 17 kwietnia 1814 w Objezierzu, zm. 16 marca 1884 w Źrenicy) – polski agronom, publicysta, uczestnik powstań narodowych.

## Życiorys
Syn Antoniego (agronom, pułkownika Legionów Polskich we Włoszech, uczestnik powstania listopadowego oraz zbieracz książek, dzieł sztuki i monet) i Teresy z domu Swinarskiej. Uczył się w Berlinie w latach 1827–1830 w gimnazjum francuskim, a później do gimnazjum Marii Magdaleny w Poznaniu do końca 1830 roku. Uczestniczył z rodzicami w 1831 roku w powstaniu. W Hohenheim, Getyndze i Weimarze zdobywał w latach 1832–1839 wykształcenie rolnicze, a interesowała go szczególnie chemia i agronomia. Od ojca wziął w zarząd w 1839 roku wieś Dębicz, którą doprowadził do rozkwitu. Jednocześnie rozwijał wszechstronną działalność publicystyczną. Podczas przymusowego pobytu na emigracji w latach 1846–1848, pogłębiał swą wiedzę w Collège de France i w Grignon, gdzie mieściła się szkoła agronomiczna.
Przed 1846 rokiem w Baden-Baden był więziony za udział w przygotowaniu powstań, a w Kłodzku i Hausvogtei w latach 1863–1866. Członek Komitetu Narodowego w Poznaniu w 1848 roku, a tzw. Komitetu Działyńskiego w 1863 roku. Był jednym z najbardziej aktywnych działaczy Centralnego Towarzystwa Gospodarczego, którego był prezesem w latach 1867–1873. Wspólnie z Wojciechem Lipskim w latach 1850–1855, a z Maksymilianem Jackowskim w latach 1867–1868 redagował i wydawał miesięcznik „Ziemianin”. Współpracował również z czasopismami: „Rok”, „Czas”, „Starożytności Polskie”. Był wydawcą kilkunastu prac, które w Wielkopolsce dotyczyły spraw polityczno–gospodarczych i społeczno–kulturalnych. W powiecie średzkim nabył w 1865 roku majątek Źrenicę, a Dębicz sprzedał w roku 1877, z których zgromadzone przez ojca zbiory biblioteczne przewiózł do Źrenicy.
16 marca 1884 roku zmarł w Źrenicy, a pochowany został w Mącznikach.
Był żonaty z Michaliną Swinarską z którą miał synów: Kazimierza (ur. 1858) i Antoniego (1860–1943, który zrealizował również projekt ojca, zakładając w Karlowych Warach w 1893 roku bibliotekę im. Adama Mickiewicza i drugą we Fryburgu w 1898 roku) oraz Emila (ur. 1867).